# Promozione Liguria 1979-1980
Nella stagione 1979-1980 la Promozione era sesto livello del calcio italiano (il massimo livello regionale). Qui vi sono le statistiche relative al campionato in Liguria.
Il campionato è strutturato in vari gironi all'italiana su base regionale, gestiti dai Comitati Regionali di competenza. Promozioni alla categoria superiore e retrocessioni in quella inferiore non erano sempre omogenee; erano quantificate all'inizio del campionato dal Comitato Regionale secondo le direttive stabilite dalla Lega Nazionale Dilettanti, ma flessibili, in relazione al numero delle società retrocesse dal Campionato Interregionale e perciò, a seconda delle varie situazioni regionali, la fine del campionato poteva avere degli spareggi sia di promozione che di retrocessione.

## Girone A

### Squadre partecipanti
| Squadra                  | Città                   |
| ------------------------ | ----------------------- |
| S.C. Alassio             | Alassio (SV)            |
| A.S. Andora              | Andora (SV)             |
| U.L.S. Carcarese         | Carcare (SV)            |
| U.S. Corniglianese       | Cornigliano (GE)        |
| U.S. Dianese             | Diano Marina (IM)       |
| U.S. Finale Ligure       | Finale Ligure (SV)      |
| F.C. Giovanile Intemelia | Ventimiglia (IM)        |
| G.S. Levante "C"         | Pegli (GE)              |
| U.S. Libarna             | Serravalle Scrivia (AL) |
| U.S. Loanesi             | Loano (SV)              |
| A.S. Ovada               | Ovada (AL)              |
| U.S. Rivarolese          | Rivarolo Ligure (GE)    |
| U.S. Sampierdarenese     | Sampierdarena (GE)      |
| F.C. Vado                | Vado Ligure (SV)        |
| F.C. Varazze             | Varazze (SV)            |
| U.S. Ventimigliese       | Ventimiglia (IM)        |

### Classifica finale
|  | Pos. | Squadra             | Pt  | G   | V   | N   | P   | GF  | GS  | DR  |
|  | ---- | ------------------- | --- | --- | --- | --- | --- | --- | --- | --- |
|  | 1.   | Vado                | 44  | 30  | 17  | 10  | 3   | 53  | 20  | +33 |
|  | 2.   | Dianese             | 41  | 30  | 14  | 13  | 3   | 42  | 22  | +20 |
|  | 3.   | Varazze             | 39  | 30  | 12  | 15  | 3   | 44  | 22  | +22 |
|  | 4.   | Carcarese           | 36  | 30  | 14  | 8   | 8   | 40  | 31  | +9  |
|  | 5.   | Libarna             | 34  | 30  | 11  | 12  | 7   | 32  | 31  | +1  |
|  | 6.   | Levante C           | 33  | 30  | 11  | 11  | 8   | 27  | 32  | -5  |
|  | 7.   | Alassio             | 31  | 30  | 8   | 15  | 7   | 34  | 34  | 0   |
|  | 8.   | Ovada               | 31  | 30  | 10  | 11  | 9   | 34  | 31  | +3  |
|  | 9.   | Loanesi             | 29  | 30  | 7   | 15  | 8   | 29  | 30  | -1  |
|  | 10.  | Ventimigliese       | 26  | 30  | 9   | 8   | 13  | 33  | 37  | -4  |
|  | 11.  | Corniglianese       | 25  | 30  | 6   | 13  | 11  | 30  | 38  | -8  |
|  | 12.  | Finale Ligure       | 25  | 30  | 7   | 11  | 12  | 39  | 39  | 0   |
|  | 13.  | Andora              | 25  | 30  | 6   | 13  | 11  | 30  | 38  | -8  |
|  | 14.  | Rivarolese          | 23  | 30  | 8   | 7   | 15  | 29  | 40  | -11 |
|  | 15.  | Sampierdarenese     | 20  | 30  | 6   | 8   | 16  | 30  | 55  | -25 |
|  | 16.  | Giovanile Intemelia | 18  | 30  | 5   | 8   | 17  | 21  | 45  | -24 |
|  |      |                     | 480 | 480 | 151 | 178 | 151 | 547 | 545 | 0   |

Verdetti
- Il Vado va allo spareggio per la promozione in Serie D.

## Girone B

### Squadre partecipanti
| Squadra                   | Città                        | Stadio                   |
| ------------------------- | ---------------------------- | ------------------------ |
| G.S. Borgoratti Lanegatti | Borgoratti (GE)              |                          |
| U.S. Busallese            | Busalla (GE)                 |                          |
| U.S. Ceparana             | Ceparana (SP)                |                          |
| U.S. Don Bosco            | Sampierdarena (GE)           |                          |
| A.C. Entella              | Chiavari (GE)                |                          |
| A.C. Fivizzanese          | Fivizzano (MS)               |                          |
| U.S. Lunense Castelnovese | Castelnuovo Magra (SP)       |                          |
| S.C. Molassana Boero      | Molassana (GE)               |                          |
| C.S. Monterosso al Mare   | Monterosso al Mare (SP)      |                          |
| Pol. Pro Recco            | Recco (GE)                   |                          |
| A.C. Rapallo Ruentes      | Rapallo (GE)                 |                          |
| S.C. Riva Trigoso         | Riva Trigoso (GE)            |                          |
| A.C. Sammargheritese      | Santa Margherita Ligure (GE) | Stadio Eugenio Broccardi |
| G.S. San Desiderio Quarto | Quarto dei Mille (GE)        |                          |
| U.S. Sarzanese            | Sarzana (SP)                 |                          |
| U.S. Valdellora           | La Spezia (SP)               |                          |

### Classifica finale
|  | Pos. | Squadra              | Pt  | G   | V   | N   | P   | GF  | GS  | DR  |
|  | ---- | -------------------- | --- | --- | --- | --- | --- | --- | --- | --- |
|  | 1.   | San Desiderio Quarto | 41  | 30  | 15  | 11  | 4   | 45  | 24  | +21 |
|  | 2.   | Sarzanese            | 41  | 30  | 16  | 9   | 5   | 44  | 20  | +24 |
|  | 3.   | Busallese            | 40  | 30  | 14  | 12  | 4   | 39  | 17  | +22 |
|  | 4.   | Sammargheritese      | 39  | 30  | 14  | 11  | 5   | 39  | 21  | +18 |
|  | 5.   | Valdellora           | 35  | 30  | 11  | 13  | 6   | 32  | 30  | +2  |
|  | 6.   | Fivizzanese          | 35  | 30  | 12  | 11  | 7   | 34  | 25  | +9  |
|  | 7.   | Entella              | 32  | 30  | 8   | 16  | 6   | 28  | 25  | +3  |
|  | 8.   | Rapallo Ruentes      | 32  | 30  | 10  | 12  | 8   | 30  | 26  | +4  |
|  | 9.   | Ceparana             | 32  | 30  | 11  | 10  | 9   | 28  | 23  | +5  |
|  | 10.  | Riva Trigoso         | 26  | 30  | 8   | 10  | 12  | 25  | 33  | -8  |
|  | 11.  | Don Bosco            | 24  | 30  | 8   | 8   | 14  | 23  | 34  | -11 |
|  | 11.  | Monterosso al Mare   | 24  | 30  | 6   | 12  | 12  | 25  | 32  | -7  |
|  | 11.  | Molassana Boero      | 24  | 30  | 7   | 10  | 13  | 27  | 35  | -8  |
|  | 14.  | Lunense Castelnovese | 22  | 30  | 7   | 8   | 15  | 22  | 39  | -17 |
|  | 15.  | Borgoratti           | 17  | 30  | 4   | 10  | 16  | 14  | 49  | -35 |
|  | 16.  | Pro Recco            | 15  | 30  | 5   | 5   | 20  | 23  | 45  | -22 |
|  |      |                      | 480 | 480 | 156 | 168 | 156 | 481 | 478 | 0   |

Verdetti:
- Spareggio per il 1º posto in classifica e ammissione allo spareggio per la Serie D:
  - 11 maggio 1980 a Chiavari: San Desiderio Quarto-Sarzanese 2-0 d.t.s.
- Il Rapallo Ruentes, fondendosi con il San Desiderio Quarto, acquisisce la promozione in Serie D.

## Spareggio promozione
Il 18 maggio 1980 a Genova: San Desiderio Quarto-Vado 4-2 d.t.s.

Il San Desiderio Quarto è promosso in Serie D e successivamente si fonde con il Rapallo Ruentes.